# Polska na Mistrzostwach Świata w Lekkoatletyce 1999
Polska na Mistrzostwach Świata w Lekkoatletyce 1999 – reprezentacja Polski podczas czempionatu w Sewilli zdobyła jeden złoty medal.

## Rezultaty

### Mężczyźni
- Bieg na 100 m

Piotr Balcerzak odpadł w ćwierćfinale
Marcin Nowak odpadł w ćwierćfinale
- Bieg na 200 m

Marcin Urbaś zajął 5. miejsce
- Bieg na 400 m

Tomasz Czubak odpadł w półfinale
Piotr Rysiukiewicz odpadł w półfinale
Robert Maćkowiak odpadł w ćwierćfinale
- Bieg na 800 m

Wojciech Kałdowski odpadł w półfinale
- Bieg na 110 m przez płotki

Tomasz Ścigaczewski odpadł w ćwierćfinale
- Bieg na 400 m przez płotki

Paweł Januszewski zajął 5. miejsce
- Bieg na 3000 m z przeszkodami

Rafał Wójcik odpadł w eliminacjach
- Chód na 50 km

Roman Magdziarczyk zajął 19. miejsce
Robert Korzeniowski nie ukończył (dyskwalifikacja)
Tomasz Lipiec nie ukończył (dyskwalifikacja)
- Sztafeta 4 x 100 m

Marcin Krzywański, Piotr Balcerzak, Marcin Urbaś, Marcin Nowak zajęli 5 miejsce
- Sztafeta 4 x 400 m

Tomasz Czubak, Robert Maćkowiak, Jacek Bocian, Piotr Haczek oraz Piotr Długosielski (eliminacje) zajęli 1. miejsce (złoty medal) (po dyskwalifikacji sztafety USA za doping)
- Rzut dyskiem

Andrzej Krawczyk odpadł w kwalifikacjach
- Rzut młotem

Maciej Pałyszko odpadł w kwalifikacjach
Szymon Ziółkowski odpadł w kwalifikacjach
- Rzut oszczepem

Dariusz Trafas odpadł w kwalifikacjach

### Kobiety
- Bieg na 200 m

Zuzanna Radecka odpadła w ćwierćfinale
- Bieg na 1500 m

Anna Jakubczak zajęła 7. miejsce
Lidia Chojecka zajęła 9. miejsce
- Chód na 20 km

Katarzyna Radtke zajęła 5. miejsce
- Sztafeta 4 x 100 m

Zuzanna Radecka, Irena Sznajder, Monika Borejza, Joanna Niełacna oraz Marzena Pawlak (eliminacje) zajęły 7. miejsce
- Skok w dal

Agata Karczmarek odpadła w kwalifikacjach
- Pchnięcie kulą

Krystyna Zabawska zajęła 8. miejsce
- Rzut dyskiem

Joanna Wiśniewska odpadła w kwalifikacjach
Marzena Wysocka odpadła w kwalifikacjach
- Rzut młotem

Kamila Skolimowska zajęła 21. miejsce
- Rzut oszczepem

Genowefa Patla odpadła w kwalifikacjach
Ewa Rybak odpadła w kwalifikacjach
- Siedmiobój

Urszula Włodarczyk zajęła 7. miejsce